# Артур Дафи
Артур Франсис Дафи (енгл. Arthur Francis Duffey; Роксбери, Масачусетс 14. јун 1879 — Бостон, Масачусетс, Индијана 25. јануар 1955) је бивши амерички атлетичар чија је специјалност била спринтерска трка на 100 метара, учесник Летњих олимпијских игара 1900. у Паризу.
Био је победник у трци на 100 јарди на првенству Америчке атлетске уније (ААУ) 1899, али је своје најбоље резултате постигао у Енглеској где је побеђивао на првенствима Атлетске аматерске асоцијације (ААА) од 1900—1904. На такмичењу Америчке атлетске аматерске асоцијације колеџа (IC4A или ICAAAA) побеђивао је 1900—1903 представљајући Џорџтаун.
Артур Дафи је сматран најбржим човеком на свету у 1900. и био је фаворит за титулу олимпијског победника у спринту на Играма 1900. али у финалу није успео. У квалификацијама Дафи је победио у првој групи поставивши нови олимпијски рекорд резултатом 11,4. Победио је у првој полуфиналној трци поправивши резултат из квалификација на 11,0 и пласирао се у финале међу четворицу најбољих. У финалу је водио пола трке, али је истегао мишић, пао и морао одустати.
Дафи је био стипендиста у класи 1899. на Вустер Академији и Универзитету Џорџтаун. По завршетку спортске каријере био је спортски новинар и уредник у Бостонским новинама, где је провео већи део живота.